# Hidatode

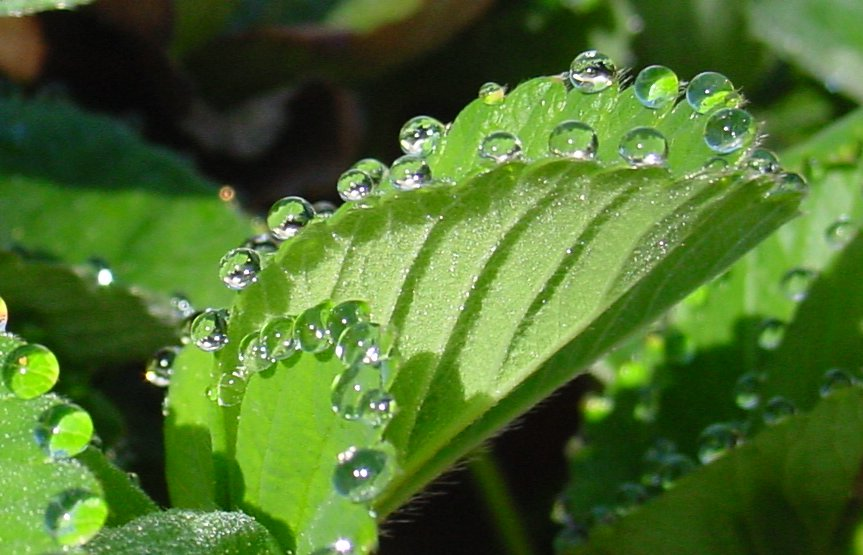
Gotetes d'aigua produïdes per gutació en una planta dicotiledònia.

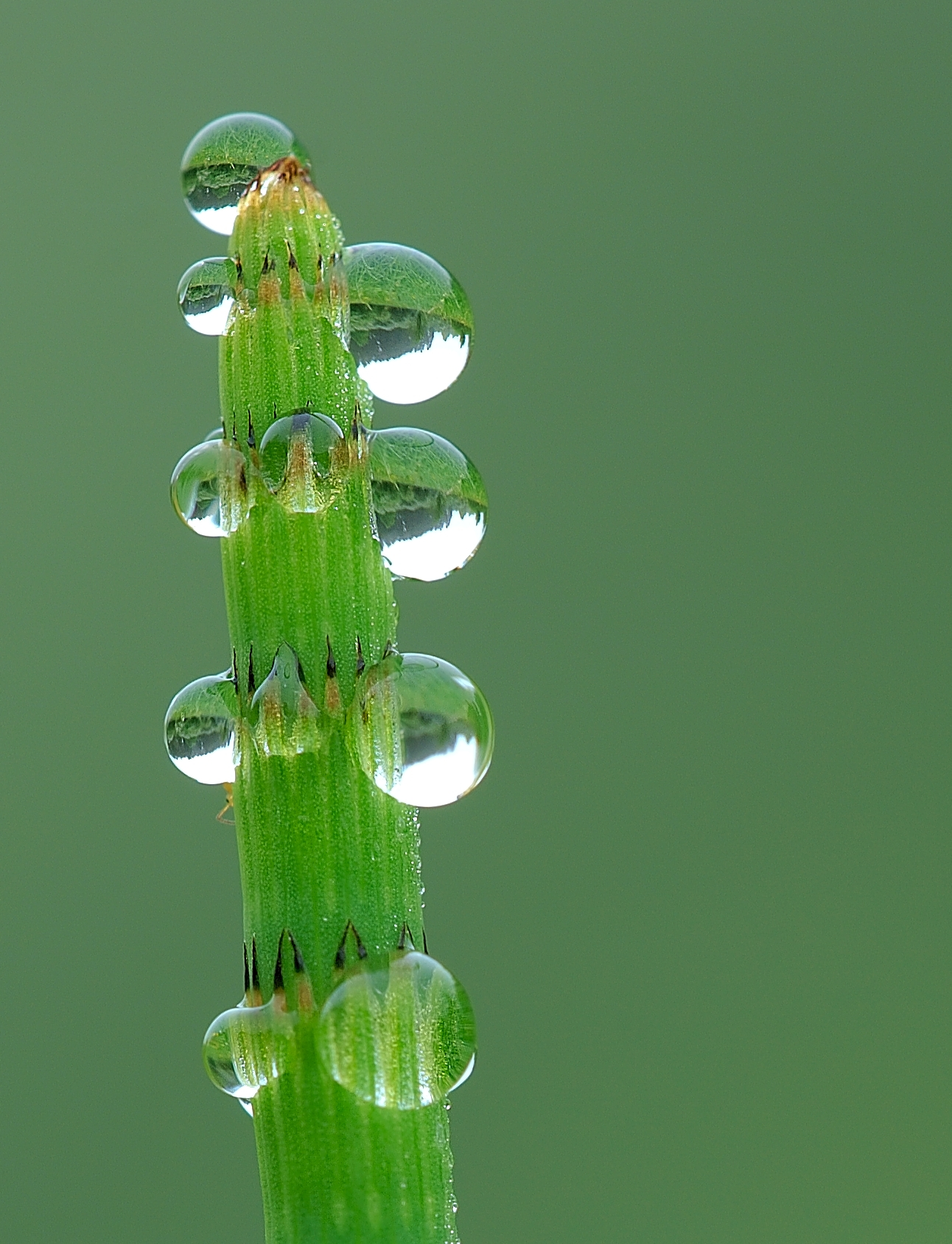
Gotetes d'aigua produïdes per gutació en Cua de cavall

Un hidatode és un òrgan situat generalment a les fulles i que secreta aigua.
és un tipus de teixit biològic, probablement una evolució de l'estoma el qual ha restat immòbil. Estan situats a les fulles, generalment de les angiospermes, i secreten aigua líquida pel procés de la gutació a través dels porus de l'epidermis de la fulla o del marge d'aquestes, típicament situats en la punta de les dents de serra de les fulles serrades.
Els hidatodes estan connectats al sistema vascular de les plantes pel xilema.
Com que el líquid exsudat és conduït pel xilema, també conté sals, sucres i compostos orgànics dissolts en l'aigua i de vegades cristal·litza per evaporació formant una substància pulverulenta a les vores de la fulla, La cristal·lització és molt evident en les plantes halòfites adaptades a viure en ambients molt salins i, per tant, als hidatodes d'aquestes plantes se'ls coneix com a “glàndules de la sal”.
Els hidatodes estan formats per un grup de cèl·lules vives amb nombrosos espais intercel·lulars omplerts d'aigua, però amb pocs o sense cloroplasts.
Els hidatodes es troben distribuïts en moltes espècies d'angiospermes (en uns 350 gèneres pertanyents a 115 famílies botàniques). En plantes tropicals com en el gènere del taro: Colocasia (Araceae), la quantitat que s'allibera cada nit supera els 300 ml d'aigua. També es troben en plantes aquàtiques.

## Classificació
Els hidatodes poden ser de dos tipus: 
- Passius, com els de les gramínies, que eliminen aigua per osmosi quan agumenta la pressió radical.
- Actius, són la majoria dels hidatodes epitèmics (com en els gèneres Tropaeolum, Saxifraga) i tricòmics (com en els gèneres Cicer, Phaseolus); són glàndules que funcionen independentement de la pressió radicular.

Els hidatodes epidèrmics o tricòmics secreten una solució aquosa amb alguns compostos orgànics o inorgànics (secreció ecrina, per bombeig d'ions metàl·lics a través de la membrana plasmàtica).
En les fulles joves i les tiges de la cigronera (Cicer arietinum) els hidatodes epidèrmics consten d'un peduncle uniseriat i un cap oval pluricel·lular. La solució s'acumula sota la cutícula i quan arriba a un cert volum s'obren porus en la cutícula i apareixen gotetes en la superfície. La presència de nombrosos mitocondris indica que la secreció és activa. En la planta del cigró aquesta secreció és tan abundant que, per sota les plantes, mulla les mans si es toca.
Els hidatodes epitèmics presenten un teixit parenquimàtic especialitzat, l'epitema, situat al final d'una o diverses venes de les fulles.